# 华家站
华家站是位于中华人民共和国吉林省长春市农安县华家镇的一个铁路车站，邮政编码130202。车站建于1934年，有长白铁路经过该站，现办理客货运业务，车站及其上下行区间均已电气化。车站距离长春站50公里，隶属中国铁路沈阳局集团，是四等站。